# Perigrapha nyctotimia
Perigrapha nyctotimia là một loài bướm đêm trong họ Noctuidae.